# ایستگاه متروی شهر زیبا
ایستگاه متروی شهر زیبا، يکی از ایستگاه‌های خط ۶ متروی تهران در محله شهر زیبا است که در ۱۸ مهر ماه ۱۴۰۲ به بهره‌برداری رسید.